# Волжин, Валериан Александрович
Валериа́н Алекса́ндрович Во́лжин (1845—1919) — русский писатель; юрист, действительный статский советник.

## Биография
Родился 23 января 1845 года[по какому календарю?] в небогатой дворянской семье рода Волжиных в селе Панкеево, расположенном на левом берегу реки Вабля, в Льговском уезде Курской губернии. Его отец играл на скрипке и фортепиано, хорошо знал литературу. Эти способности передались и сыновьям. Старший Александр был музыкально одарён и сочинял музыку, а Валериан уже с девяти лет писал стихи.
Отец умер ещё до его поступления на подготовительные курсы Курской гимназии. После окончания гимназии в числе лучших учеников он поступил на медицинский факультет Московского университета, но сразу же перешёл на юридический факультет. После окончания университета 24 марта 1870 года Волжин поступил на службу в Орловский окружной суд. Недолгое время он занимал уездные судебные должности: был судебный следователем Карачевского и Брянского уездов; 3 марта 1872 года был принят кандидатом на судебную должность при прокуроре Пензенского окружного суда, служил секретарём при прокуроре; 21 августа 1873 года был утверждён судебным следователем 1-го участка Пензенского уезда; с 1875 года — товарищ прокурора Пензенского окружного суда.
В 1882 году в журнале «Криминалист» он опубликовал свои первые статьи, связанные с его судебной практикой. Попытался сотрудничать с другими журналами, но здесь возникли трудности. Так, журнал «Наблюдатель», принял от Волжина повесть «Бабий клуб», но не напечатал её; свой отказ редактор Пятковский объяснил тем, что «жандармский полковник выведен смешно». В 1891 году Волжин издал свою первую книгу «Картинки из судебной жизни»; в 1893 году была издана его книга повестей «Наши тулуповцы».
В 1892 году стал одним из учредителей Пензенской общественной библиотеки имени М. Ю. Лермонтова, был членом правления библиотеки; член Пензенского губернского статистического комитета.
Волжин был сотрудником «Судебной газеты», печатался в «Юридической летописи», «Юридическом вестнике», «Юридической газете». В 1901 году стал действительным членом Пензенской учёной архивной комиссии.
В 1902 году был произведён в чин действительного статского советника; в 1904 года стал членом Омской судебной палаты. Был награждён орденами Св. Станислава 2-й степени (1898) и Св. Владимира 3-й степени (1906).
В 1910 году одна из критических статей Волжина в газете «Сибирские отголоски» вызвала открытое недовольство министра юстиции И. Г. Щегловитого. По этой причине он был вынужден оставил службу в Омске и вернулся в Пензу.
В 1918 году издавал в Пензе литературно-художественный журнал «Эстетика», в 1919 году — «Свободное слово».
Умер в Пензе 27 октября 1919 года. Был похоронен на Митрофаниевском кладбище. Могила не сохранилась.
В. А. Волжин написал 3 романа, несколько повестей и более 80 рассказов. В своих произведениях Валериан Александрович широко использовал свой богатый опыт, факты из юридической практики. В автобиографической повести «Перед эпохой освобождения» (1900) он описал жизнь своей мелкопоместной дворянской семьи, показал её быт, взаимоотношения помещиков и крестьян, рассказал о своём талантливом брате Александре, композиторе-самоучке, написавшем более 300 романсов, но так и не сумевшем издать их. Псевдонимы: 1) В. В.; 2) Захолустный судья Волжский.

## Семья
В 1876 году женился на Марии Владимировне Семёновой († 10.06.1890), дочь коллежского асессора. Старший сын Валериана Александровича — Александр Валерианович ( 04.04.1877—?), в начале XX века служил помощником секретаря Пензенского окружного суда. Затем родились три дочери: Вера (1879—?), Ольга (1881—?), Надежда (1883—?). Спустя несколько лет после смерти жены, вторично женился, на Е. В. Шепуновой.